# Laura Benítez Grobet
Laura Benítez Grobet (13 de agosto de 1944) es una filósofa y académica mexicana. Sus ejes temáticos giran en torno a la filosofía moderna, particularmente a la filosofía cartesiana y al estudio de autores novo-hispanos como Carlos de Sigüenza y Góngora y Sor Juana Inés de la Cruz. Ha impartido cuatro proyectos de investigación en el área de historia de la filosofía moderna, además de traducir tres libros especializados de filosofía. En cuanto a sus aportaciones a la filosofía novo-hispana se encuentra el libro La Idea de historia en Carlos de Sigüenza y Góngora siendo relevante en el estudio de la filosofía como unos de los personajes más relevantes del Virreinato de la Nueva España y en su influencia en el pensamiento científico en América. Laura Benítez Grobet comenzó sus estudios sobre Carlos de Sigüenza y Góngora a lado de investigadores como Cecilia Frost.

## Formación Académica
Realizó su licenciatura en la Facultad de Filosofía y Letras de la UNAM, obteniendo título en licenciatura por su tesis Las ideas en Locke y Leibniz (1963-1966).
Posteriormente cursó la maestría y doctorado en la Facultad de Filosofía y Letras de la UNAM obteniendo mención honorífica en maestría con la tesis La idea de historia en Carlos de Sigüenza y Góngora (1980); y en doctorado con la tesis El mundo en René Descartes (1989).

## Trayectoria académica
Actualmente es docente en la Facultad de Filosofía y Letras así como investigadora de tiempo completo en el Instituto de Investigaciones Filosóficas, ambas incorporadas a la UNAM; también es miembro del Sistema Nacional de Investigadores nivel III. Fue presidenta de la Asociación Filosófica de México, A. C., y es miembro de varias asociaciones internacionales de filosofía.
Ha impartido cursos a nivel bachillerato y licenciatura, así como diversos cursos sobre filosofía moderna para nivel posgrado, maestría y doctorado en filosofía. También ha impartido diversos cursos, seminarios y conferencias en diversas universidades nacionales y extranjeras.

## Distinciones académicas
Entre algunas de sus distinciones académicas se encuentran, mención honorífica a la mejor tesis de doctorado y maestría en Filosofía.
Reconocimiento del Círculo Mexicano de Profesores de Filosofía por su trayectoria académica, reconocimiento “Sor Juana Inés de la Cruz” de la Universidad Nacional Autónoma de México, diploma por sus 30 años de servicios académicos en la UNAM, reconocimiento por parte del sitio Academia.edu como una de las investigadoras con mayor número de búsquedas en mayo del 2016.
En 2018 recibió la medalla "Fray Alonso de la Veracruz" de la Asociación Filosófica de México.

## Obras

### Obras Traducidas
- Cottingham, John, “Fuerza, movimiento, causalidad: la crítica de More a Descartes”, Traducción, Laura Benítez. En El problema del infinitio: filosofía y matemáticas, de José Antonio Robles y Laura Benítez, UNAM, México, 1997.
- Williams, Bernad, Descartes. El proyecto de la investigación pura. Traducción, Laura Benítez, UNAM, México, 1995.
- Descartes, René, El mundo o tratado de la luz. Estudio Introductorio, traducción y notas Laura Benítez, UNAM, 1986. 173 pp.[7]

### Publicadas como autora/ coautora
- Benítez, Laura, La Idea de historia en Carlos de Sigüenza y Góngora, 1a reimpresión, La Salle coedición en México- Colombia, agosto de 2017.
- Benítez, Laura, La filosofía natural del teólogo Samuel Clarke, Instituto de Investigaciones Filosóficas, México, enero de 2017.
- Benítez, Laura, Descartes y el conocimiento del mundo natural, Ed. Porrúa, México, 2004.
- Benítez, Laura, El mundo en René Descartes, UNAM., México, 1993.[2]
- Benítez, Laura, La idea de Historia en Carlos Sigüenza y Góngora. Facultad de Filosofía y Letras. UNAM., México, 1982.[1]
- Benítez, Laura, Robles, José A., y Saladino, Alberto: (Compilación y presentación) Facetas y Recuerdos: Bernabé Navarro Barajas. Facultad de Filosofía y Letras. UNAM, México, 2005

### Obras como coordinadora, colaboraciones, ediciones y capítulos en libros.
- Benítez, Laura, Alejandra Velázquez, Tras las huellas del platón y el platonismo en la filosofía moderna. FES Acatlán, UNAM, México, 2013[8]
- Benítez, Laura, (compilación y prólogo con José A. Robles), Mecanicismo y Modernidad. Universidad del Claustro de Sor Juana, 2009
- Benítez, Laura, (compilación y prólogo con José A. Robles), La filosofía natural en los pensadores de la modernidad, UNAM, IIFs, UNAM, 2005.[9]
- Benítez, Laura y Robles, José Antonio (coordinadores), Giordano Bruno: 1600-2000, UNAM, 2002.
- Benítez, Laura (compilación y prólogo con José A. Robles), El problema de la relación mente-cuerpo, UNAM, México, 1993

### Artículos de revistas
- Benítez, Laura, “Determinismo y libertad en la filosofía natural de Descartes” en Estudios, Vol. 11, No.107 diciembre de 2013.[10]
- Benítez, Laura, “Sobre la polémica Descartes-Harvey al interior de la lucha entre mecanicismo y vitalismo”, en Revista colombiana de filosofía de la ciencia, Vol. 14, No. 28, enero de 2015, Universidad del Bosque, Colombia.[11]
- Benítez, Laura, “Is Descartes a Materialist? The Descartes-More Controversy About the Universe as Indefinite”, en Dialogue Revue canadienne de philosophie, Vol. 49, Núm. 4, noviembre de 2011.[12]
- Benítez, Laura, “La filosofía, los filósofos y el Instituto de Investigaciones Filosóficas de la UNAM". 70° aniversario” en Dianoia, vol. LV, no. 64 (mayo de 2010).[13]
- Benítez, Laura, “La crítica de la religión y la filosofía en el Tratado de los tres impostores” en Revista Internacional de filosofía política 10. Madrid, diciembre de 1997.
- Benítez, Laura, “Consideraciones sobre el simular y el disimular en la Carta de Descartes a Regius de enero de 1642” en Diánoia. Anuario de filosofía XLII, 1996.[14]